# Adalbert von Flottwell
Adalbert von Flottwell (3 février 1829 à Marienwerder; † 29 mai 1909 à Pullach) était un fonctionnaire prussien et un homme politique allemand. Il fut ministre de la Principauté de Lippe-Detmold et Landesdirektor de la Principauté de Waldeck-Pyrmont.

## Biographie
Julius Adalbert Flottwell était le fils du ministre d'État Eduard von Flottwell. Après des études juridiques, il devient fonctionnaire prussien. Il est d'abord évaluateur du gouvernement en 1857 à Potsdam et à Posen. Avec l'anoblissement de son père en 1861, il devient pair de l'Empire. Dans la même année, il est nommé administrateur territorial du district de Meseritz. Entre 1866 et 1868, il est membre de la Chambre prussienne des représentants, au sein du parti conservateur. À partir de 1868, il exerce les fonctions de Landesdirektor de la Principauté de Waldeck-Pyrmont.En 1872, il devint ministre de la Principauté de Lippe-Detmold. En 1875, il est nommé Regierungspräsident du district de Marienwerder. Entre 1878 et 1881, Flottwell est membre de la faction conservatrice du Reichstag. Entre 1880 et 1883, il est président du district de Lorraine dont le siège est à Metz.

## Sources
- Protokolle des preußischen Staatsministeriums. Band 7 (p. 380).